# Amblostoma
Amblostoma é um género botânico pertencente à família das orquídeas (Orchidaceae). Foi proposto por Scheidweiler em Allgemeine Gartenzeitung 6: 383, em 1838, quando descreveu sua espécie tipo o  Amblostoma cernuum. O nome do gênero vem do grego amblo, sem ponta ou margem afiada, e stoma, boca ou lábio, em referência ao labelo de suas flores que na espécie tipo termina em três prolongamentos digitiformes.

## Dispersão
Amblostoma é composto por cerca de dez espécies epífitas, de crescimento cespitoso ou subcespitoso, com caules que se ramificam esparsamente, que formam grandes touceiras, ocorrendo em praticamente em todos os tipos de mata e também em campos abertos, abrigadas do sol direto, por toda América Latina ao norte da Argentina, exceto no Chile. Algumas espécies preferem as partes mais altas das árvores onde recebem mais luz e menos umidade.

## Descrição

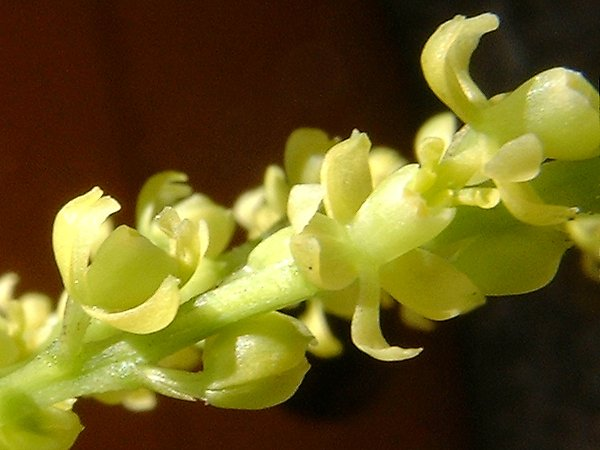
Amblostoma tridactylum

Caracterizam-se por apresentarem rizoma mais ou menos curto, e pseudobulbos caulinos, eretos, bastante alongados, altos, levemente fusiformes, espessados na porção superior, onde as folhas são persistentes, as inferiores caducas, das quais permanecem apenas a bainha revestindo parte dos caules. As folhas são alternantes, herbáceas, linear lanceoladas, compridas. A inflorescência é apical, paniculada, normalmente em poucos ramos racemiformes, arqueada ou pendente, repleta de flores simultâneas muito pequenas, espaçadas ou aglomeradas, pálidas, alvacentas, esverdeadas ou amareladas, raro em tons rosados mais fortes.
As flores apresentam sépalas e pétalas de formatos variáveis do ovais a filiformes e falcadas, algumas vezes carnosas, noutras flácidas, côncavas, ou explanadas, labelo soldado à coluna e desde a base dividido em três lóbulos digitiformes ou planos, obtusos ou truncados, por vezes com calosidade dupla em forma de lamelas baixas junto à sua base. Quatro polínias.
Uma das espécies aqui atribuídas a este gênero, o Amblostoma armeniacum, apresenta flores minúsculas bastante diferentes do restante das espécies principalmente na estrutura do labelo que é trilobado, com lobo central agudo e laterais arredondados e erguidos e têm um espesso calo no disco comparativamente enorme. Essas flores lembram vagamente as do Hormidium pygmaeum. Segundo o acima citado estudo de João Barbosa Rodrigues de Laeliinae, essa espécie encontra-se inserida surpreendentemente entre Orleanesia e Caularthron. Caso essa situação venha a ser comprovada, provavelmente terá de ser removida para um gênero monotípico a ser criado, a menos que se amplie o conceito de Epidendrum.

## Taxonomia
Segundo a filogenia de Laeliinae publicada no ano 2000 em Lindleyana por Cássio van den Berg et al., Amblostoma encontra-se inserido no clado de Epidendrum, junto com Lanium, entre Nanodes e Oesterdella. É importante notar que o trabalho de Van den Berg, principalmente no grupo que inclui Epidendrum ainda é apenas um estudo preliminar. Epidendrum é um gênero bastante grande, poucas espécies foram amostradas e nenhuma análise mais completa de sua filogenia foi publicada até este momento.
Alguns taxonomistas concordam que Amblostoma estaria melhor se ainda subordinado a Epidendrum. Pelas razões expostas ao tratar de Epidendrum, por enquanto trazemos o gênero em separado. Deles diferenciam-se vagamente pela forma dos pseudobulbos, por suas flores de pedúnculo muito curto e pela estrutura do labelo.